# Àzhar (nom)
Àzhar és un nom masculí àrab (àrab: أزهر, Azhar) que literalment significa ‘resplendent’, ‘brillant’, ‘clar’. Si bé Àzhar és la transcripció normativa en català del nom en àrab clàssic, també se'l pot trobar transcrit Azhar... Aquest nom també el duen musulmans no arabòfons que l'han adaptat a les característiques fòniques i gràfiques de la seva llengua.